# Intef
Pour les articles homonymes, voir Antef.
Intef (Antef) est un ancien général égyptien de la XIe dynastie, vers 2000 av. J.-C., sous le roi Montouhotep II. Son titre principal était surveillant des troupes souvent traduit par général. D'autres titres incluent scelleur royal et seul ami (du roi).
Intef est principalement connu pour sa tombe thébaine. Il s'agit d'une tombe droite (TT386), qui était entièrement décorée. La façade a plusieurs piliers peints, tandis que le couloir arrière est recouvert de dalles de pierre décorées en relief. Derrière le couloir se trouve une chapelle également décorée autrefois de dalles de pierre, cette fois peintes. Plusieurs des peintures sont bien conservées sur les piliers avant et le mur derrière eux. Ils montrent le siège d'une forteresse palestinienne, une chasse dans les marais, des scènes agricoles et des ateliers. Les dalles du couloir et de la chapelle du culte ne sont conservées que par fragments. Dans la tombe apparaît le nom du couronnement : Montouhotep II, confirmant la datation d'Intef sous ce roi. Dans la chambre de culte se trouve l'entrée de la chambre funéraire souterraine et il y a un sarcophage debout non inscrit d'Intef. Dans la tombe a également été retrouvée une statue d'Intef. Enfin, dans la Ny Carlsberg Glyptotek de Copenhague se trouve une stèle du général.